# Clive Revill
Clive Selsby Revill, född 18 april 1930 i Wellington, Nya Zeeland, död 11 mars 2025 i Los Angeles, Kalifornien, var en nyzeeländsk skådespelare.
Revill gjorde debut i filmen The Makepeace Story från 1956. Han gjorde också rösten till hologrammet av kejsar Palpatine i den ursprungliga versionen av Star Wars - Episod 5: Rymdimperiet slår tillbaka och medverkade efter det i ett hundratal filmer.